# 陳禎恩榮坊
陳禎恩榮坊是一座位於中華民國金門縣金沙鎮光前里的牌坊，是金門僅存的明代石牌坊，為金門縣縣定古蹟。

## 歷史
陳禎是明朝金門籍官員，年少時成為廩生，於正德十年（1515年）歲貢及第，被授以廣東惠州長樂縣訓導一職。陳禎生有兩子，其次子陳健官拜廣東廉州知府、廣西南寧知府，故陳禎嘉靖五年（1526年）逝世後獲追贈從五品刑部員外郎、奉直大夫之銜，賜建恩榮坊。

## 樣式
陳禎恩榮坊位於陽翟聚落會山寺右前方的空地上，為四柱三間三樓的沖天式花崗石牌坊，坊寬6.45米，高5米，整體造型以門式架構為主，平面由四根方柱一字排列，柱上各配以雙層橫向的額枋，上額鑲有“恩榮”匾，下額題有“誥贈刑部員外郎陳禎”，牌坊簡樸無多餘雕飾，惟基座上原擺有之石獅子已遺失多年。

## 保護
民國七十七年（1988年）中華民國内政部公告陳禎恩榮坊為第三級古蹟，民國八十六年（1997年）改為金門縣縣定古蹟。